# Los ojos del sobremundo
Los ojos del sobremundo (título original en inglés: The Eyes of the Overworld) es una novela de 1966 de género fantástico del escritor norteamericano Jack Vance. Constituye el segundo volumen de la serie La tierra moribunda , comenzada en 1950. Fue retitulada Cugel the Clever (Cugel el inteligente) en la edición completa de obras de Vance del año 2005
Está basada en cinco cuentos cortos publicados en The Magazine of Fantasy & Science Fiction entre diciembre y julio de 1966, más un sexto original en el libro. ZASH

## Resumen de la trama
Cugel es fácilmente convencido por el mercante Fianosther para tratar de robar la casa de Iucounu, el mago risueño. Atrapado y capturado acepta recuperar un pequeño hemisferio de cristal violeta a cambio de su libertad, de modo de complementar el que ya posee el mago. Una pequeña entidad alienígena llamada Firx, llena de espinas y ganchos, va pegada a su hígado para asegurar «su lealtad, infatigable celo y coherencia de propósito», y Iucounu utiliza un hechizo para transportarlo a la remota tierra de Cutz mediante un demonio volador.
Allí Cugel encuentra dos pueblos, uno ocupado por usuarios de lentillas violetas, otro por campesinos que trabajan al servicio de los usuarios de lentillas, con la esperanza de ser promovidos a tal rango. Las lentillas causan que quienes las usan no ven el paupérrimo entorno sino el sobremundo, una vasta versión superior de la realidad donde una tapera es un palacio, una comida asquerosa es una magnífica fiesta, etc. Cugel gana una lentilla mediante engaños, y se escapa de Cutz. A continuación, lleva a cabo un arduo viaje de regreso a lo de Iucounu, maldiciendo al mago durante todo el camino, lo que constituye la parte principal del libro.
Después de muchas dificultades, contratiempos y fugas espeluznantes, incluyendo el desalojo de Firx de su cuerpo, vuelve a la mansión de Iucounu, donde encuentra que la voluntad del mago ha sido capturada por un gemelo de Firx. Cugel se las arregla para extirpar al alienígena, someter el mago, y disfrutar de la vida fácil en el castillo, hasta que intenta echar a Iucounu y Fianosther (que ha tratado de robar a Cugel) con el mismo hechizo que el mago había usado con él. Sin embargo, Cugel se equivoca al pronunciar el conjuro, y el demonio se apodera de él en lugar de los condenados, regresándolo a Cutz.
El escritor Michael Shea realizó una secuela titulada A Quest for Simbilis (En busca de Simbilis, DAW Books, NY, 1974). 
La continuación del propio Vance se publicó en 1983, bajo el título de La saga de Cugel.

## El personaje
Cugel es un típico antihéroe creado por Vance, que aunque cree ser un esteta y superior a quienes le rodean, en la práctica es un mentiroso, un tramposo, un ladrón empedernido, un cobarde sin culpa, charlatán, egoísta, codicioso y cruel. Con menos oprobio, Vance lo describe como un «hombre de muchas capacidades, con una disposición a la vez flexible y pertinaz. Era rápido de piernas, diestro de manos, ligero de dedos, suave de lengua.... su ojo rápido, nariz siempre inquisitiva y la boca burlona, daban a su rostro un poco delgado y huesudo una expresión de vivacidad, franqueza y afabilidad. Había conocido muchas vicisitudes, obteniendo de ello flexibilidad, criterio de calidad fina discreción y el dominio de la bravura y el sigilo». 
Cugel a menudo trata de obtener ventajas de quienes lo rodean: siempre se queja cuando le engañan por la espalda, maldice a los que les perjudican o descubran sus artimañas. Casi siempre, sin embargo, Cugel ermina como víctima de su mismo truco,  y «el inteligente» es hasta cierto punto, un mote irónico.
Cugel se jacta de ser un seductor de mujeres, pero sus encantos solo son evidentes para sí mismo. Sus resultados no son buenos: está dispuesto a intercambiar una mujer a los bandidos a cambio de un salvoconducto, después de haber perdido la gobernación de la ciudad,  y otra que deja ahogar y no hace nada para evitar la destrucción de su aldea: causa que el pueblo de una tercera sea abandonado por miedo.
Hay que decir que él trata a los hombres apenas un poco mejor. Por ejemplo, los sobornos a un sacerdote parea engañar a los cincuenta peregrinos en una peregrinación inútil, para proteger su travesía por un desierto peligroso - sólo quince sobreviven. Por otro lado, Cugel muestra una relación genuina con el más generoso de los peregrinos, incluso para su propia sorpresa.

## Antecedentes
Los componentes de la novela fueron cinco historias cortas previamente publicadas en The Magazine of Fantasy & Science Fiction entre diciembre de 1965 y julio de 1966, y una, la segunda en secuencia, original para el libro. La novela presenta una trama en siete etapas porque la quinta historia tenía dos partes, y están desagregadas en el libro.
1. (de) «El sobremundo», F&SF diciembre de 1965
2. «Cil» (1966),  componente inédito
3. (de) «Las montañas de Magnatz», F&SF febrero de 1966
4. (de) «El hechicero Pharesm», F&SF abril de 1966
5. (de) «Los peregrinos», F&SF junio de 1966
6. (de) «La cueva en el bosque» —originalmente la primera parte de La mansión de Iucounu
7. (de) «La mansión de Iucounu», F&SF julio de 1966

Los seis componentes eran novelas cortas, con entre 7 500 a 15 0000 palabras.